# Ернст Генріх Фрідріх Маєр
Ернст Генріх Фрідріх Маєр (нім. Ernst Heinrich Friedrich Meyer, 1 січня 1791 — 7 серпня 1858) — німецький ботанік, професор ботаніки та лікар.

## Біографія
Ернст Генріх Фрідріх Маєр народився у Ганновері 1 січня 1791 року.
У 1826 році він був призначений ад'юнкт-професором у Кенігсберзі.
Ернст Генріх Фрідріх Маєр зробив значний внесок у ботаніку, описавши багато видів рослин.
Ернст Генріх Фрідріх Маєр помер у Кенігсберзі 7 серпня 1858 року.

## Наукова діяльність
Ернст Генріх Фрідріх Майер спеціалізувався на мохоподібних та на насіннєвих растениях.

## Деякі наукові роботи
- 1822: Synopsis Juncorum.
- 1823: Synopsis Luzularum.
- 1830: De plantis labradoricis libri tres.
- 1835, 1837: Comentarii de plantis Africae australis.
- 1839: Preußens Pflanzengattungen
- 1854–1857: Geschichte der Botanik, Bornträger Verlag, Königsberg — Übersetzung mit einem Vorwort von Frans Verdoorn: Verlag A. Asher, Amsterdam 1965[5].